# Парк имени Юрия Гагарина (Самара)
Парк культуры и отдыха имени Юрия Гагарина — парк культуры и отдыха в городе Самаре. Открыт 9 июля 1976 года.

## Расположение
Расположен в Промышленном районе Самары. Он ограничен улицами Стара Загора, 22 Партсъезда, Советской Армии и Московским шоссе.
С одной стороны, парк окружён спальными районами города: 6-м, 9-м, 10-м микрорайонами; с другой стороны, он находится на транспортной артерии города Самары — Московском шоссе, что делает его удобным для посещения не только для жителей окрестностей, но и всего города.
В непосредственной близости от парка имени Гагарина находятся Поволжский государственный университет телекоммуникаций и информатики, самарский телецентр, торговый центр «Парк Хаус», троллейбусное депо № 3, Северное трамвайное депо, самарская соборная мечеть, площадь Алексея Росовского.
В центре парка есть искусственный водоём с искусственным островом. На окраине парка есть небольшое природное озеро. В парке растут дубы, ели, клёны. Имеется стадион. На стадионе располагается футбольное поле с искусственным газоном голландского производства, беговые дорожки и трибуны на 500 мест.

## История
Парк был открыт 9 июля 1976 года. Он был назван в честь первого космонавта Юрия Гагарина.
В 1973 году в парке был установлен самолёт Ан-10, превращённый в кинотеатр «Антошка», где демонстрировались мультфильмы. В 1992—1993 годах он был демонтирован после пожара.
В 1991 году статус «памятника природы местного значения» получил дуб, возраст которого оценивался в 300 лет, однако в 2014 году дерево лишилось этого статуса, а впоследствии дерево было признано аварийным и встал вопрос о его сносе, так как оно может упасть на посетителей парка.
До 1997 года в парке в летнее время размещался Самарский зоопарк.
До 2010 года в парке находилась военная техника времён Великой Отечественной войны, которую переместили в Парк Победы накануне празднования 65-летнего юбилея Победы.
В 2010 году парк был отдан в аренду (на условиях «концессионного соглашения») на 45 лет частной фирме «Панорама-Самара», которая объявила о масштабных планах по превращению Парка имени Гагарина в подобие «Диснейленда».
В парке планировалось установить 80-метровое колесо обозрения, оно уже было смонтировано; но из-за неправильного оформления проекта колесо так и не было пущено в эксплуатацию. Было принято решение о демонтаже, которое оспаривалось,, но в итоге к сезону 2012 года колесо было полностью демонтировано.
Мэрия Азарова через суд добилась разрыва концессионного соглашения. Федеральный арбитражный суд Поволжского округа не удовлетворил жалобу компании «Панорама-Самара» и оставил без изменения решение нижестоящих инстанций о признании недействительным концессионного соглашения по парку имени Юрия Гагарина.
30 сентября 2011 года в ознаменование празднования 50-летия первого полёта в космос в парке был установлен бюст Ю. А. Гагарина, выполненный заслуженным художником Российской Федерации А. А. Апполоновым и переданный Самаре в дар.
В 2022 году в парке был построен стационарный круглогодичный туалет[значимость факта?].

### Массовые захоронения

Памятник жертвам политических репрессий 1930—1940 годов

В 1930—1940-х годах на месте парка находились дачи сотрудников НКВД. По утверждению журналиста Валерия Ерофеева из газеты «Волжская коммуна», в этих местах производились захоронения расстрелянных граждан, в том числе высокопоставленных офицеров. На территории парка в 1920—1940 годы было захоронено несколько тысяч расстрелянных. Сами расстрелы в парке не проводились. Но расстрелянных закапывали по ночам в братские могилы на территории парка. Расположение братских могил долгое время не удавалось определить, поскольку в парке около сотни дубов, которые были посажены с целью скрыть места захоронений.
По утверждению обозревателя сайта samru.ru Ирины Образцовой, на территории парка есть девять засыпанных шурфов, в которых захоронено около 3600 человек. Имена погибших были внесены в «Белую книгу» — список из 2000 справок на самарцев, репрессированных в 1930-е — 1950-е годы.
На месте одной из братских могил в 1989 году был установлен памятный знак — кенотаф, содержащий надпись:
«Памятник установлен на месте захоронения жертв репрессий периода 30—40-х годов. Поклонимся памяти невинно погибших»
В 2012 году кенотаф был заменён на скульптурную композицию «Спас», на которой уже не упоминалось о массовых захоронениях в парке.
В феврале 2023 года несколько самарцев были задержаны за возложение цветов к памятнику жертвам политических репрессий. Одного из них суд признал виновным в мелком хулиганстве.

#### Альтернативная версия
Андрей Артёмов из интернет-журнала «Другой город»,[уточнить] утверждает, что истории о массовых захоронениях являются «городской легендой», предпосылкой к возникновению которой послужила статья Аркадия Ваксберга «Тайна октября 1941-го», опубликованная в «Литературной газете» № 16 за 1988 год, а своим рождением легенда обязана самарской журналистке Нине Богаевской, работавшей в конце 1980-х годов заведующей отделом радио куйбышевского телецентра. Сама же Богаевская утверждает, что: «Нет ни одного документального подтверждения [легенды]. И быть не может».

## Живой мир парка
Парк Гагарина со времён основания и по сей день является местом жительства регулярно пополняемой популяции белок. Кормление с рук этих животных привлекает в парк большое количество местных жителей в любое время года.
В небольшом природном озере на территории парка со времён мэра Лиманского летом живёт 2 пары лебедей и несколько семей диких уток.

## Аттракционы в парке
- В искусственном канале летом действует прокат лодок и водных велосипедов;
- Зимой действует открытый каток;
- Катание на лошадях и пони;
- 55-метровое колесо обозрения;
- Детские аттракционы и площадки (работают в летний сезон);
- 1 картодром;
- 2 баскетбольных площадки;
- большой стадион с беговыми дорожками и футбольным полем.

Ранее в парке было 25-метровое колесо обозрения с открытыми сиденьями, оно было признано устаревшим и снесено. Новое, более высокое колесо оборудовано закрытыми кабинками, оно находится на другом месте, ближе к Московскому шоссе.